# Wereldkampioenschappen atletiek 1995 – marathon
Het IAAF wereldkampioenschap van 1995 werd in Göteborg gehouden. De mannen liepen op 12 augustus 1995 en de vrouwen op 5 augustus 1995.

## Uitslagen

### Mannen
| rang   | naam                    | land | tijd    |
| ------ | ----------------------- | ---- | ------- |
| Goud   | Martín Fiz              | ESP  | 2:11.41 |
| Zilver | Dionicio Cerón          | MEX  | 2:12.13 |
| Brons  | Luíz Antônio dos Santos | BRA  | 2:12.49 |
| 4      | Peter Whitehead         | GBR  | 2:14.08 |
| 5      | Alberto Juzdado         | ESP  | 2:15.29 |
| 6      | Diego García            | ESP  | 2:15.34 |
| 7      | Richard Nerurkar        | GBR  | 2:15.47 |
| 8      | Steve Moneghetti        | AUS  | 2:16.13 |
| 9      | Andrés Espinosa         | MEX  | 2:16.44 |
| 10     | Steve Plasencia         | USA  | 2:16.56 |
| 11     | Bruce Deacon            | CAN  | 2:16.58 |
| 12     | Yuji Nakamura           | JPN  | 2:17.30 |
| 13     | Oleg Strizhakov         | RUS  | 2:17.50 |
| 14     | Konrad Dobler           | GER  | 2:18.09 |
| 15     | Isidro Rico             | MEX  | 2:18.29 |
| 16     | Ikaji Salum             | TAN  | 2:18.39 |
| 17     | Daisuke Tokunaga        | JPN  | 2:19.53 |
| 18     | Erick Wainaina          | KEN  | 2:19.53 |
| 19     | Terje Naess             | NOR  | 2:20.06 |
| 20     | Abdelillah Zerdal       | MAR  | 2:20.10 |
| 21     | Ed Eyestone             | USA  | 2:20.17 |
| 22     | Bong-ju Lee             | KOR  | 2:20.31 |
| 23     | John Andrews            | AUS  | 2:20.32 |
| 24     | Tahar Mansouri          | TUN  | 2:20.44 |
| 25     | Ahmed Salah             | DJI  | 2:20.50 |

### Vrouwen
| rang   | naam                      | land | tijd    |
| ------ | ------------------------- | ---- | ------- |
| Goud   | Manuela Machado           | POR  | 2:25.39 |
| Zilver | Anuța Cătună              | ROU  | 2:26.25 |
| Brons  | Ornella Ferrara           | ITA  | 2:30.11 |
| 4      | Malgorzata Sobanska       | POL  | 2:31.10 |
| 5      | Ritva Lemettinen          | FIN  | 2:31.19 |
| 6      | Mónica Pont               | ESP  | 2:31.53 |
| 7      | Linda Somers              | USA  | 2:32.12 |
| 8      | Sonja Krolik              | GER  | 2:32.17 |
| 9      | Sachiyo Seiyama           | JPN  | 2:33.07 |
| 10     | Lidia Slavuteanu-Simon    | ROU  | 2:33.18 |
| 11     | Miki Igarashi             | JPN  | 2:34.34 |
| 12     | Yukari Komatsu            | JPN  | 2:35.33 |
| 13     | Kirsi Rauta               | FIN  | 2:35.39 |
| 14     | Jane Salumäe              | EST  | 2:35.53 |
| 15     | Kerryn McCann             | AUS  | 2:36.29 |
| 16     | Kimberly Rosenquist-Jones | USA  | 2:37.06 |
| 17     | Ingmarie Nilsson          | SWE  | 2:37.17 |
| 18     | Susan Mahony              | AUS  | 2:37.38 |
| 19     | Fatuma Roba               | ETH  | 2:39.27 |
| 20     | Nelly Glauser             | SUI  | 2:40.42 |
| 21     | Maria Luisa Munoz         | ESP  | 2:41.37 |
| 22     | Trudi Thomson             | GBR  | 2:41.42 |
| 23     | Judith Földing-Nagy       | HON  | 2:42.03 |
| 24     | Larisa Zyusko             | RUS  | 2:42.12 |
| 25     | Cathy Shum                | IRL  | 2:43.20 |

Helsinki 1983 ·
Rome 1987 ·
Tokio 1991 ·
Stuttgart 1993 ·
Göteborg 1995 ·
Athene 1997 ·
Sevilla 1999 ·
Edmonton 2001 ·
Parijs 2003 ·
Helsinki 2005 ·
Osaka 2007 ·
Berlijn 2009 ·
Daegu 2011 ·
Moskou 2013 ·
Peking 2015 ·
Londen 2017 ·
Doha 2019·
Eugene 2022